# Cosacchi del Volga

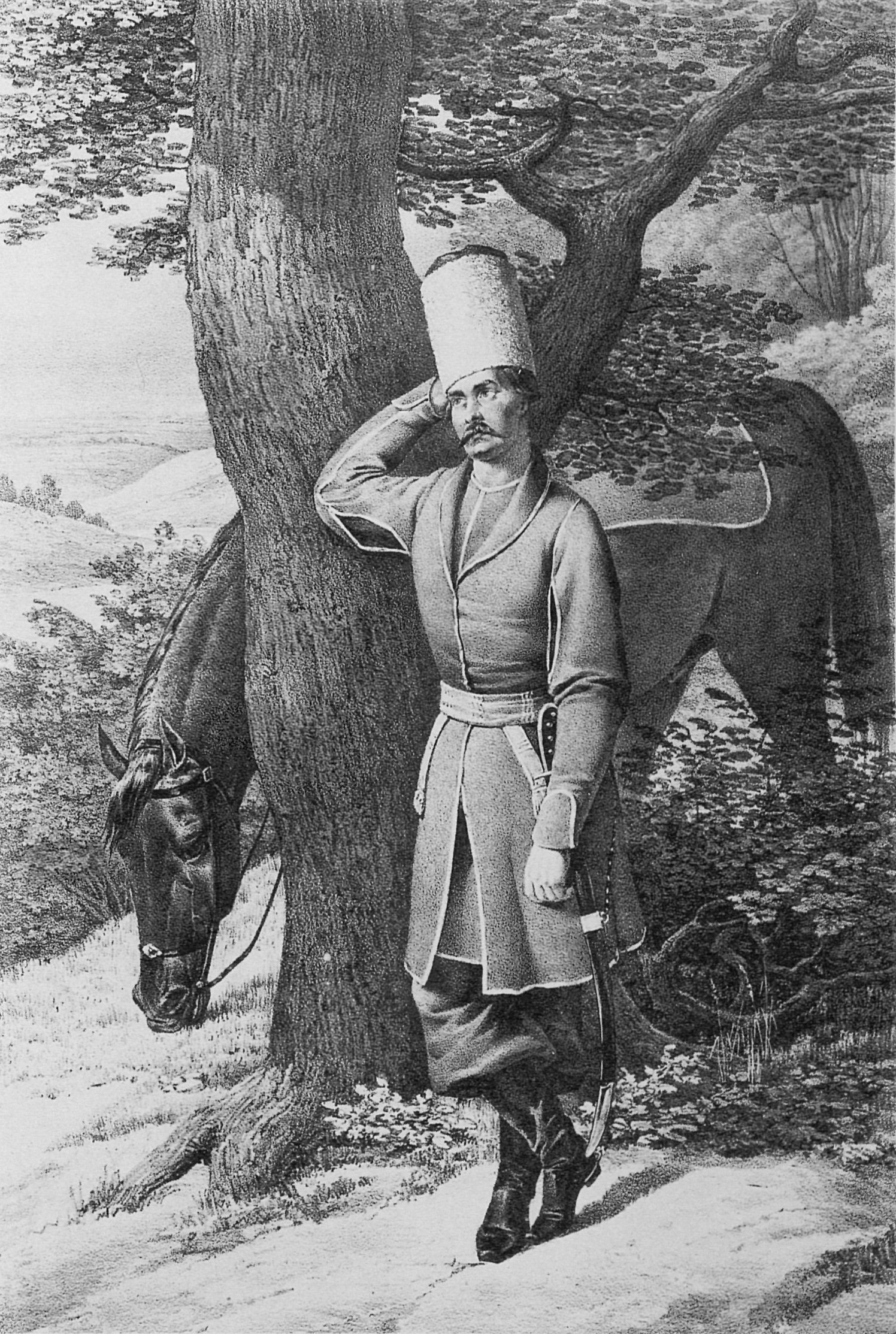
Illustrazione di un cosacco del Volga in abiti tradizionali (1774)

I cosacchi del Volga (in russo Волжские казаки) formavano una comunità di cosacchi liberi in Russia, dal XVI al XIX secolo.

## Storia
I cosacchi del Volga parteciparono alla conquista della Siberia, sotto la guida di Ermak Timofeevič. Dopo la creazione della linea di fortificazioni di Caricyn (l'odierna Volgograd) nel XVIII secolo il governo decise di organizzare i cosacchi in un'"Armata cosacca del Volga" (Волгское казачье войско). Essa riunì 1057 famiglie (soprattutto di cosacchi del Don) ed aveva il suo quartier generale a Dubovka, poco a nord di Caricyn.

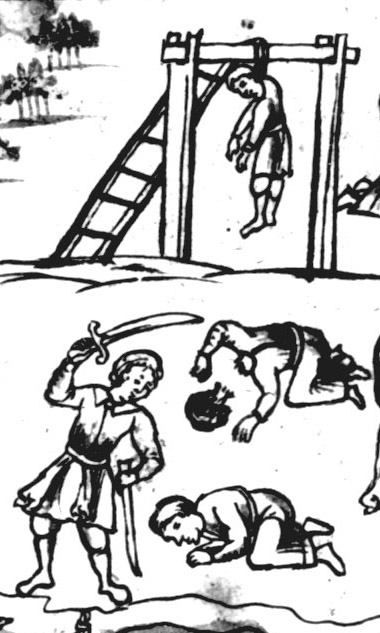
Esecuzione di cosacchi del Volga ribelli, verso il 1700.

I cosacchi del Volga furono implicati nell'insurrezione di Pugačëv negli anni 1773-1775.

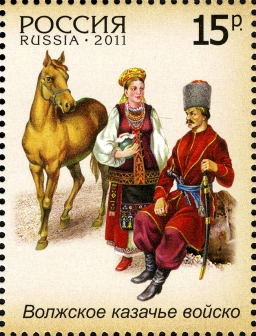
Cosacchi del Volga, francobollo russo del 2011.

Dal 1770 al 1777 la maggior parte dei cosacchi del Volga furono trasferiti in Ciscaucasia ed integrati con l'armata dei cosacchi del Terek. L'armata dei cosacchi del Volga venne sciolta definitivamente nei primi anni del XIX secolo ed i suoi resti vennero assorbiti dall'armata dei cosacchi di Astrachan'.

## Rinascita

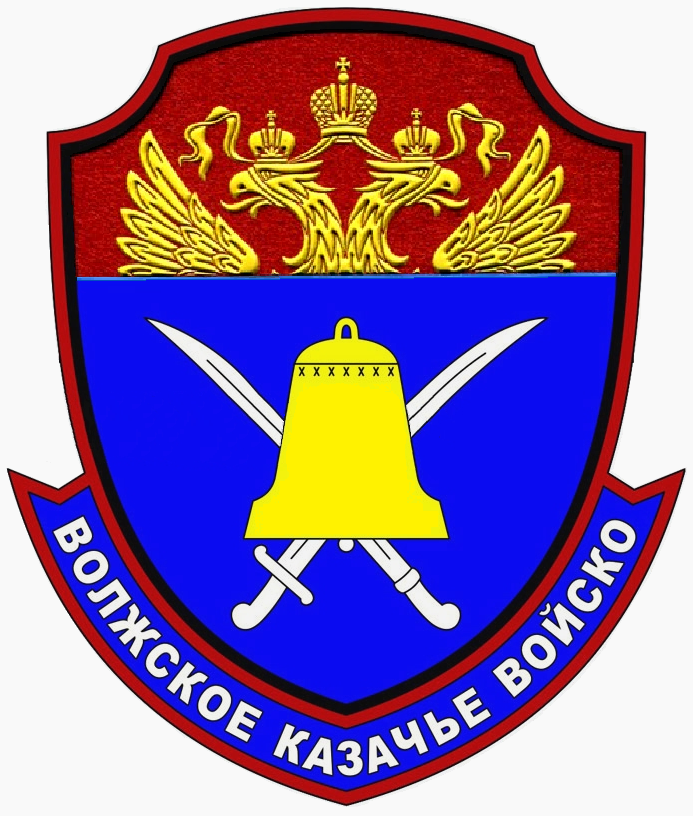
Insegna dei nuovi Cosacchi del Volga

Con Decreto del presidente della Federazione Russa dell'11 giugno 1996 nº 308, è stato ricreata l'Armata dei cosacchi del Volga con Stato Maggiore a Samara. Si tratta di uno degli undici gruppi paramilitari inquadrati nei Cosacchi registrati della Federazione Russa, con compiti di ordine pubblico, conservazione, tutela e recupero delle foreste, educazione dei giovani secondo i valori patriottici e la preparazione per il servizio militare, assistenza durante calamità naturali e stati di emergenza.